# Frank Moerman
Frank Moerman (Rotterdam, 12 mei 1937- Zwolle 27 januari 2025) is een voormalige Nederlandse roeier. Hij vertegenwoordigde Nederland eenmaal op de Olympische Spelen, maar won hierbij geen medaille.
Op de Olympische Spelen van 1960 in Rome maakte hij op 23-jarige leeftijd onderdeel uit van de vier met stuurman. De roeiwedstrijden vonden plaats op het meer van Albano. Het Nederlandse team drong via de series (6.50,48) en de herkansing (6.41,43) door tot de halve finale. Daar werden ze met een tijd van 7.12,02 uitgeschakeld.
Moerman was lid van de Leidse studentenroeivereniging Njord. In 1960 won hij voor Njord het hoofdnummer de gestuurde vier op de Varsity (tezamen met Henk Wamsteker, Toon de Ruiter, Ype Stelma met stuurman Jaap van der Linden en coach Albert Vervloet) Op de finish werd de wedstrijd door de kamprechter als een dead heat bezegeld met W.S.R.V Argo. Hij was medisch student en werd later huisarts.

## Palmares

### roeien (vier met stuurman)
- 1960: ½ fin. OS - 7.12,02

Toon de Ruiter · 
Frank Moerman · 
Ype Stelma · 
Henk Wamsteker · 
Marius Klumperbeek (stuurman)